# Nova Veneza, Santa Catarina
Nova Veneza / Nuova Venezia là một đô thị thuộc bang Santa Catarina, Brasil. Đô thị này có diện tích 293,557 km², dân số năm 2007 là 12703 người, mật độ 43,3 người/km².